# WPT Barcelona Master Final 2022
El WPT Barcelona Master Final 2022 (cuyo nombre oficial es "WPT Estrella Damm Barcelona Master Final 2022") fue el Master Final de la décima edición de World Padel Tour. Se celebró en el Palau Sant Jordi de Barcelona entre el 15 y el 18 de diciembre y fue el último torneo de la temporada para los 16 jugadores y jugadoras mejor clasificados de la Race 2022. En las semifinales se batió el récord histórico de asistencia a un partido de pádel, gracias a los 12.141 espectadores que asistieron al Palau.

## Datos destacables

#### Récord de asistencia
Ya desde antes del inicio del torneo se preveía que iba a ser uno de los más grandes de la historia. En el Palau Sant Jordi, estadio que ya había batido el récord de asistencia unos años atrás, lo volvió a hacer; en los partidos de semifinales, correspondientes a la jornada de sábado, asistieron 12.141 espectadores, récord absoluto, superando los 11.106 del Mendoza Premier Padel P1 2022. Incluso personalidades muy conocidas de otros deportes asistieron al evento.

#### Revolución en el arbitraje
También será recordado este torneo por ser el primero en la historia en contar con la tecnológica de la empresa Foxtenn, la cual ha firmado un contrato de exclusividad con World Padel Tour. Esto supone un avance radical en el arbitraje del pádel, ya que a partir de ahora no existirá confusión a la hora de revisar una jugada, gracias al sistema automatizado con múltiples cámaras de velocidad y láseres de nanoprecisión que eliminarán cualquier duda. No sólo eso, sino que este sistema además mejorará las estadísticas ofrecidas de los partidos y la experiencia del espectador en la revisión de una jugada.

#### Despedidas de parejas
Como en todos los Master Final, hay parejas que estaban jugando su último torneo juntos, como es el caso de Sanyo y Tapia, Bela y Coello, Maxi y Lucho y Stupa y Lima en categoría masculina y Patty Llaguno y Virginia Riera y Aranza y Victoria en categoría femenina.

#### La pareja Chingotto - Di Nenno
Por otro lado, también suele pasar que dos jugadores clasificados no puedan jugar con sus parejas por no estar clasificadas, así que éstos deben jugar juntos como pareja "de circunstancias". Y en esta edición del Master Final les sucedió esto a los argentinos Federico Chingotto y Martín Di Nenno, cuyos compañeros no se clasificaron, Javi Garrido y Coki Nieto respectivamente. Ambos son jugadores de drive y no tienen el ataque como punto fuerte, por lo que se generó en los aficionados cierta duda respecto a esta unión. Aunque finalmente, con un toque de humor, esa duda se convirtió en confianza y más tarde en admiración, ya que la pareja Chingotto-Di Nenno acabó siendo la más querida por los aficionados, como se demostró en las redes sociales y en el Palau Sant Jordi. Con muy poco tiempo de preparación llegaron al torneo, y finalmente sería Fede quien se pasaría al revés. Contra todo pronóstico, vencieron a las parejas 2 y 4 del ranking y realizaron un gran partido frente a los número 1 en la final, levantando al público catalán en más de una ocasión.

#### El número 1 femenino en juego
En categoría masculina el número 1 de este año ya lo tenían matemáticamente asegurado Juan Lebrón y Ale Galán, pero la situación en categoría femenina era muy diferente. Las número 1 al inicio del torneo eran Ari Sánchez y Paula Josemaría, pero la diferencia con las segundas, Ale Salazar y Gemma Triay, era muy pequeña. Tanto que a éstas les valía con ganar el torneo para recuperar "in extremis" el número 1 que perdieron en septiembre. Finalmente ambas parejas llegaron a la final, por lo que el número 1 femenino de 2022 se iba a decidir en un solo partido.

#### El "hasta pronto" de Marta Marrero
La veterana jugadora anunció a principios de diciembre su retirada provisional de la competición, con motivo de su deseo de ser madre, aunque dejó abierta la puerta a un probable regreso.

## Clasificación al torneo
Como en cada año, al Master Final de WPT se clasifican los 16 jugadores y jugadoras que mejor clasificación tienen en la Race 2022 antes de jugarse dicho torneo, los cuales formarán 8 parejas masculinas y 8 femeninas.

### Cuadro masculino
| Rnk.      | Jugador              | Puntos Race 2022 |
| --------- | -------------------- | ---------------- |
| 1         | Juan Lebrón          | 15.420           |
| 1         | Alejandro Galán      | 15.420           |
| 3         | Sanyo Gutiérrez      | 10.375           |
| 3         | Agustín Tapia        | 10.375           |
| 5         | Arturo Coello        | 9.640            |
| 5         | Fernando Belasteguín | 9.640            |
| 7         | Paquito Navarro      | 7.950            |
| 8         | Martín Di Nenno      | 7.365            |
| 9         | Franco Stupaczuk     | 7.145            |
| 10        | Juan Tello           | 6.660            |
| 11        | Pablo Lima           | 6.805            |
| 12        | Federico Chingotto   | 5.685            |
| 13        | Alejandro Ruíz       | 5.480            |
| 14        | Momo González        | 4.740            |
| 15        | Maxi Sánchez         | 4.215            |
| 16        | Luciano Capra        | 4.130            |
| suplentes |                      |                  |
| 17        | Lucas Campagnolo     | 3.360            |
| 18        | Coki Nieto           | 3.160            |

| Rnk. | Pareja                             | Puntos Ranking WPT |
| ---- | ---------------------------------- | ------------------ |
| 1    | Alejandro Galán Juan Lebrón        | 30.840             |
| 2    | Agustín Tapia Sanyo Gutiérrez      | 20.750             |
| 3    | Fernando Belasteguín Arturo Coello | 19.280             |
| 4    | Juan Tello Paquito Navarro         | 14.610             |
| 5    | Franco Stupaczuk Pablo Lima        | 13.950             |
| 6    | Federico Chingotto Martín Di Nenno | 13.050             |
| 7    | Momo González Alejandro Ruiz       | 10.220             |
| 8    | Maxi Sánchez Lucho Capra           | 8.345              |

### Cuadro femenino
| Rnk.      | Jugador              | Puntos Race 2022 |
| --------- | -------------------- | ---------------- |
| 1         | Ariana Sánchez       | 15.415           |
| 1         | Paula Josemaría      | 15.415           |
| 3         | Alejandra Salazar    | 15.230           |
| 3         | Gemma Triay          | 15.230           |
| 5         | Beatriz González     | 7.525            |
| 5         | Marta Ortega         | 7.525            |
| 7         | Mª Virginia Riera    | 5.070            |
| 8         | Patricia Llaguno     | 4.770            |
| 9         | Victoria Iglesias    | 4.505            |
| 9         | Aranzazu Osoro       | 4.505            |
| 11        | Marta Marrero        | 4.475            |
| 11        | Lucía Sainz          | 4.470            |
| 13        | Bárbara Las Heras    | 4.326            |
| 14        | Verónica Virseda     | 4.326            |
| 15        | Mapi Sánchez Alayeto | 4.090            |
| 16        | Majo Sánchez Alayeto | 3.495            |
| suplentes |                      |                  |
| 17        | Delfina Brea         | 3.490            |
| 18        | Tamara Icardo        | 3.200            |

| Rnk. | Pareja                                    | Puntos Ranking WPT |
| ---- | ----------------------------------------- | ------------------ |
| 1    | Ariana Sánchez Paula Josemaría            | 30.830             |
| 2    | Gemma Triay Alejandra Salazar             | 30.460             |
| 3    | Beatriz González Marta Ortega             | 15.050             |
| 4    | Patricia Llaguno Virginia Riera           | 9.840              |
| 5    | Aranzazu Osoro Victoria Iglesias          | 9.010              |
| 6    | Marta Marrero Lucía Sainz                 | 8.945              |
| 7    | Verónica Virseda Bárbara Las Heras        | 8.652              |
| 8    | Majo Sánchez Alayeto Mapi Sánchez Alayeto | 7.585              |

## Partidos y resultados
Cuadro masculino:
|  | Cuartos de final    | Cuartos de final    | Cuartos de final | Cuartos de final | Cuartos de final |                |                 | Semifinales     | Semifinales | Semifinales | Semifinales | Semifinales |                |                | Final | Final | Final | Final | Final |  |
|  |                     |                     |                  |                  |                  |                |                 |                 |             |             |             |             |                |                |       |       |       |       |       |  |
|  |                     |                     |                  |                  |                  |                |                 |                 |             |             |             |             |                |                |       |       |       |       |       |  |
|  | [1] Galán / Lebrón  | [1] Galán / Lebrón  | 6                | 6                |                  |                |                 |                 |             |             |             |             |                |                |       |       |       |       |       |  |
|  | [1] Galán / Lebrón  | [1] Galán / Lebrón  | 6                | 6                |                  |                |                 |                 |             |             |             |             |                |                |       |       |       |       |       |  |
|  | [5] Stupa / Lima    | [5] Stupa / Lima    | 1                | 1                |                  |                |                 |                 |             |             |             |             |                |                |       |       |       |       |       |  |
|  | [5] Stupa / Lima    | [5] Stupa / Lima    | 1                | 1                |                  | Galán / Lebrón | Galán / Lebrón  | 6               | 6           |             |             |             |                |                |       |       |       |       |       |  |
|  |                     |                     |                  |                  |                  | Galán / Lebrón | Galán / Lebrón  | 6               | 6           |             |             |             |                |                |       |       |       |       |       |  |
|  |                     |                     | Momo / Alex      | Momo / Alex      | 2                | 2              |                 |                 |             |             |             |             |                |                |       |       |       |       |       |  |
|  | [7] Momo / Alex     | [7] Momo / Alex     | Momo / Alex      | Momo / Alex      | 2                | 2              | 6               | 6               |             |             |             |             |                |                |       |       |       |       |       |  |
|  | [7] Momo / Alex     | [7] Momo / Alex     |                  |                  |                  |                |                 |                 |             |             |             |             |                |                |       |       |       |       |       |  |
|  | [3] Bela / Coello   | [3] Bela / Coello   | 3                | 2                |                  |                |                 |                 |             |             |             |             |                |                |       |       |       |       |       |  |
|  | [3] Bela / Coello   | [3] Bela / Coello   | 3                | 2                |                  |                |                 |                 |             |             |             |             | Galán / Lebrón | Galán / Lebrón | 6     | 6     | 6     |       |       |  |
|  |                     |                     |                  |                  |                  |                |                 |                 |             |             |             |             | Galán / Lebrón | Galán / Lebrón | 6     | 6     | 6     |       |       |  |
|  |                     |                     | Fede / Martín    | Fede / Martín    | 4                | 7              | 2               |                 |             |             |             |             |                |                |       |       |       |       |       |  |
|  | [4] Tello / Paquito | [4] Tello / Paquito | Fede / Martín    | Fede / Martín    | 4                | 7              | 2               | 4               | 6           | 6           |             |             |                |                |       |       |       |       |       |  |
|  | [4] Tello / Paquito | [4] Tello / Paquito |                  |                  |                  |                |                 |                 |             | 6           |             |             |                |                |       |       |       |       |       |  |
|  | [8] Maxi / Lucho    | [8] Maxi / Lucho    | 6                | 3                | 4                |                |                 |                 |             |             |             |             |                |                |       |       |       |       |       |  |
|  | [8] Maxi / Lucho    | [8] Maxi / Lucho    | 6                | 3                | 4                |                | Tello / Paquito | Tello / Paquito | 1           | 7           | 4           |             |                |                |       |       |       |       |       |  |
|  |                     |                     |                  |                  |                  |                | Tello / Paquito | Tello / Paquito | 1           | 7           | 4           |             |                |                |       |       |       |       |       |  |
|  |                     |                     | Fede / Martín    | Fede / Martín    | 6                | 6              | 6               |                 |             |             |             |             |                |                |       |       |       |       |       |  |
|  | [6] Fede / Martín   | [6] Fede / Martín   | Fede / Martín    | Fede / Martín    | 6                | 6              | 6               | 6               | 1           | 6           |             |             |                |                |       |       |       |       |       |  |
|  | [6] Fede / Martín   | [6] Fede / Martín   |                  |                  |                  |                |                 |                 |             | 6           |             |             |                |                |       |       |       |       |       |  |
|  | [2] Sanyo / Tapia   | [2] Sanyo / Tapia   | 3                | 6                | 1                |                |                 |                 |             |             |             |             |                |                |       |       |       |       |       |  |
|  | [2] Sanyo / Tapia   | [2] Sanyo / Tapia   | 3                | 6                | 1                |                |                 |                 |             |             |             |             |                |                |       |       |       |       |       |  |
|  |                     |                     |                  |                  |                  |                |                 |                 |             |             |             |             |                |                |       |       |       |       |       |  |

Cuadro femenino:
|  | Cuartos de final     | Cuartos de final     | Cuartos de final | Cuartos de final | Cuartos de final |               |               | Semifinales | Semifinales | Semifinales | Semifinales | Semifinales |             |             | Final | Final | Final | Final | Final |  |
|  |                      |                      |                  |                  |                  |               |               |             |             |             |             |             |             |             |       |       |       |       |       |  |
|  |                      |                      |                  |                  |                  |               |               |             |             |             |             |             |             |             |       |       |       |       |       |  |
|  | [1] Ari / Paula      | [1] Ari / Paula      | 6                | 7                | 6                |               |               |             |             |             |             |             |             |             |       |       |       |       |       |  |
|  | [1] Ari / Paula      | [1] Ari / Paula      | 6                | 7                | 6                |               |               |             |             |             |             |             |             |             |       |       |       |       |       |  |
|  | [8] Majo / Mapi      | [8] Majo / Mapi      | 7                | 5                | 3                |               |               |             |             |             |             |             |             |             |       |       |       |       |       |  |
|  | [8] Majo / Mapi      | [8] Majo / Mapi      | 7                | 5                | 3                |               | Ari / Paula   | Ari / Paula | 4           | 6           | 7           |             |             |             |       |       |       |       |       |  |
|  |                      |                      |                  |                  |                  |               | Ari / Paula   | Ari / Paula | 4           | 6           | 7           |             |             |             |       |       |       |       |       |  |
|  |                      |                      | Patty / Virginia | Patty / Virginia | 6                | 2             | 6             |             |             |             |             |             |             |             |       |       |       |       |       |  |
|  | [5] Victoria / Zazu  | [5] Victoria / Zazu  | Patty / Virginia | Patty / Virginia | 6                | 2             | 6             | 4           | 4           |             |             |             |             |             |       |       |       |       |       |  |
|  | [5] Victoria / Zazu  | [5] Victoria / Zazu  |                  |                  |                  |               |               |             |             |             |             |             |             |             |       |       |       |       |       |  |
|  | [4] Patty / Virginia | [4] Patty / Virginia | 6                | 6                |                  |               |               |             |             |             |             |             |             |             |       |       |       |       |       |  |
|  | [4] Patty / Virginia | [4] Patty / Virginia | 6                | 6                |                  |               |               |             |             |             |             |             | Ari / Paula | Ari / Paula | 6     | 4     | 4     |       |       |  |
|  |                      |                      |                  |                  |                  |               |               |             |             |             |             |             | Ari / Paula | Ari / Paula | 6     | 4     | 4     |       |       |  |
|  |                      |                      | Ale / Gemma      | Ale / Gemma      | 3                | 6             | 6             |             |             |             |             |             |             |             |       |       |       |       |       |  |
|  | [3] Bea / Martita    | [3] Bea / Martita    | Ale / Gemma      | Ale / Gemma      | 3                | 6             | 6             | 6           | 6           |             |             |             |             |             |       |       |       |       |       |  |
|  | [3] Bea / Martita    | [3] Bea / Martita    |                  |                  |                  |               |               |             |             |             |             |             |             |             |       |       |       |       |       |  |
|  | [6] Marta / Lucía    | [6] Marta / Lucía    | 2                | 3                |                  |               |               |             |             |             |             |             |             |             |       |       |       |       |       |  |
|  | [6] Marta / Lucía    | [6] Marta / Lucía    | 2                | 3                |                  | Bea / Martita | Bea / Martita | 4           | 5           |             |             |             |             |             |       |       |       |       |       |  |
|  |                      |                      |                  |                  |                  | Bea / Martita | Bea / Martita | 4           | 5           |             |             |             |             |             |       |       |       |       |       |  |
|  |                      |                      | Ale / Gemma      | Ale / Gemma      | 6                | 7             |               |             |             |             |             |             |             |             |       |       |       |       |       |  |
|  | [7] Bárbara / Vero   | [7] Bárbara / Vero   | Ale / Gemma      | Ale / Gemma      | 6                | 7             | 0             | 3           |             |             |             |             |             |             |       |       |       |       |       |  |
|  | [7] Bárbara / Vero   | [7] Bárbara / Vero   |                  |                  |                  |               |               |             |             |             |             |             |             |             |       |       |       |       |       |  |
|  | [2] Ale / Gemma      | [2] Ale / Gemma      | 6                | 6                |                  |               |               |             |             |             |             |             |             |             |       |       |       |       |       |  |
|  | [2] Ale / Gemma      | [2] Ale / Gemma      | 6                | 6                |                  |               |               |             |             |             |             |             |             |             |       |       |       |       |       |  |
|  |                      |                      |                  |                  |                  |               |               |             |             |             |             |             |             |             |       |       |       |       |       |  |

### Cuartos de final
| Fecha    | Hora      | Enfrentamiento                     | Enfrentamiento | Enfrentamiento                     | Resultado       | Refs.         |
| -------- | --------- | ---------------------------------- | -------------- | ---------------------------------- | --------------- | ------------- |
| 15.12.22 | O.J.2º M. | Momo González Alejandro Ruiz       | 2-0            | Fernando Belasteguín Arturo Coello | 6-3 / 6-2       | [ 18 ]        |
| 15.12.22 | O.J.2º T. | Alejandro Galán Juan Lebrón        | 2-0            | Franco Stupaczuk Pablo Lima        | 6-1 / 6-2       | [ 19 ] [ 20 ] |
| 16.12.22 | O.J.2º M. | Federico Chingotto Martín Di Nenno | 2-1            | Agustín Tapia Sanyo Gutiérrez      | 6-3 / 1-6 / 6-1 | [ 21 ]        |
| 16.12.22 | O.J.2º T. | Juan Tello Paquito Navarro         | 2-1            | Maxi Sánchez Lucho Capra           | 4-6 / 6-3 / 6-4 | [ 22 ]        |

| Fecha    | Hora  | Enfrentamiento                     | Enfrentamiento | Enfrentamiento                            | Resultado            | Refs.         |
| -------- | ----- | ---------------------------------- | -------------- | ----------------------------------------- | -------------------- | ------------- |
| 15.12.22 | 12:00 | Aranzazu Osoro Victoria Iglesias   | 0-2            | Patricia Llaguno Virginia Riera           | 4-6 / 4-6            | [ 23 ] [ 24 ] |
| 15.12.22 | 17:00 | Ariana Sánchez Paula Josemaría     | 2-1            | Majo Sánchez Alayeto Mapi Sánchez Alayeto | 6-7(4-7) / 7-5 / 6-3 | [ 25 ] [ 26 ] |
| 16.12.22 | 12:00 | Beatriz González Marta Ortega      | 2-0            | Marta Marrero Lucía Sainz                 | 6-2 / 6-3            | [ 27 ]        |
| 16.12.22 | 17:00 | Verónica Virseda Bárbara Las Heras | 0-2            | Gemma Triay Alejandra Salazar             | 0-6 / 3-6            | [ 28 ]        |

### Semifinales
| Fecha    | Hora      | Enfrentamiento              | Enfrentamiento | Enfrentamiento                     | Resultado            | Refs.  |
| -------- | --------- | --------------------------- | -------------- | ---------------------------------- | -------------------- | ------ |
| 17.12.22 | O.J.2º M. | Alejandro Galán Juan Lebrón | 2-0            | Momo González Alejandro Ruiz       | 6-2 / 6-2            | [ 29 ] |
| 17.12.22 | O.J.2º T. | Juan Tello Paquito Navarro  | 1-2            | Federico Chingotto Martín Di Nenno | 1-6 / 7-6(7-4) / 4-6 | [ 30 ] |

| Fecha    | Hora  | Enfrentamiento                 | Enfrentamiento | Enfrentamiento                  | Resultado            | Refs.         |
| -------- | ----- | ------------------------------ | -------------- | ------------------------------- | -------------------- | ------------- |
| 17.12.22 | 10:00 | Ariana Sánchez Paula Josemaría | 2-1            | Patricia Llaguno Virginia Riera | 4-6 / 6-2 / 7-6(7-3) | [ 31 ] [ 32 ] |
| 17.12.22 | 17:00 | Beatriz González Marta Ortega  | 0-2            | Gemma Triay Alejandra Salazar   | 4-6 / 5-7            |               |

### Finales
| Fecha    | Hora      | Enfrentamiento              | Enfrentamiento | Enfrentamiento                     | Resultado            | Refs.         |
| -------- | --------- | --------------------------- | -------------- | ---------------------------------- | -------------------- | ------------- |
| 18.12.22 | O.J.2º M. | Alejandro Galán Juan Lebrón | 2-1            | Federico Chingotto Martín Di Nenno | 6-4 / 6-7(5-7) / 6-2 | [ 33 ] [ 34 ] |

| Fecha    | Hora  | Enfrentamiento                 | Enfrentamiento | Enfrentamiento                | Resultado       | Refs.                |
| -------- | ----- | ------------------------------ | -------------- | ----------------------------- | --------------- | -------------------- |
| 18.12.22 | 10:00 | Ariana Sánchez Paula Josemaría | 1-2            | Gemma Triay Alejandra Salazar | 6-3 / 4-6 / 4-6 | [ 35 ] [ 36 ] [ 37 ] |